# شیمون کوشمیدر
شیمون کوشمیدر (لهستانی: Szymon Kuśmider؛ زادهٔ ۱ فوریه ۱۹۶۷) بازیگر و صداپیشه اهل لهستان است. وی دانش‌آموختهٔ آکادمی ملی هنرهای نمایشی آ.س.ت. در کراکوف است.
از فیلم‌ها یا مجموعه‌های تلویزیونی که وی در آن‌ها نقش داشته‌است، می‌توان به بازخورد، خانه کشیش، در خوشی و سختی، خودِ زندگی، در خیابان سپولنِـی، عشق اول، کارآگاهان جنایی، رنگ‌های خوشبختی، پدر مَـتیو، دوران افتخار، پیمان ورشو، نبرد ورشو ۱۹۲۰، قانون حقیقی، مزرعه، سلطان، ۲۵ سال بی‌گناهی، کلبهٔ جنگلی، مرگ همچون یک تکه نان و فهرست شیندلر اشاره نمود.